# میتسوبیشی دینگو

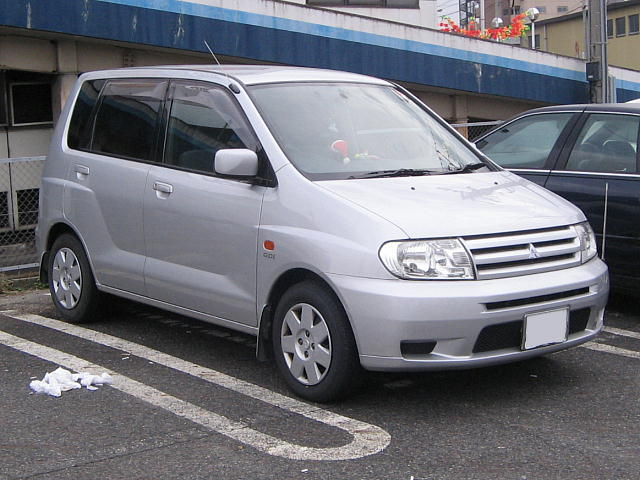

میتسوبیشی دینگو (Mitsubishi Dingo) خودرویی است که در سال‌های ۱۹۹۸ تا ۲۰۰۳تولید شده‌است. سیستم جعبه‌دندهٔسیستم جعبه‌دندهٔ آن ۴ دنده به صورت خودکار است.